# Castle of Frankenstein
Castle of Frankenstein fue una revista estadounidense de cine de terror, ciencia ficción y fantasía, publicada entre 1962 y 1975 por Gothic Castle Publishing Company de Calvin Thomas Beck, distribuida por Kable News. Larry Ivie, quien también fue artista de portada de varios números iniciales, y Ken Beale editaron los tres primeros números. El escritor y artista Bhob Stewart editó la revista desde 1963 hasta principios de la década de 1970. Aunque promocionada y vendida como una "revista monstruosa", los lectores sabían que Castle of Frankenstein, en ese momento, era la única revista distribuida a nivel nacional dedicada a una cobertura legítima y seria de películas de serie B. Además de su enfoque central en películas de terror clásicas y actuales, Castle of Frankenstein también dedicó páginas a cineastas aficionados y fanzines. Sus páginas publicitarias vendían largometrajes mudos como The Lost World y The Golem: How He Came into the World.
Después de su empleo como editor para el editor Joe Weider, Calvin Beck (1929-1989) entró en el campo de las revistas de monstruos en 1959 con su número único Journal of Frankenstein, que tuvo sólo una pequeña circulación. Como experimento, Beck imprimió parte de la ejecución en papel liso. Después de una pausa y un cambio de título, Beck regresó con el primer número de Castle of Frankenstein en 1962.
Beck afirmó que, dado que su revista no tenía publicidad exterior, no se necesitaba un horario estandarizado. Los números se publicaban cada vez que se completaban, lo que generaba un calendario irregular y errático. La distribución también varió; mientras que muchos puntos de venta de publicaciones periódicas bien surtidas no tenían la revista, algunos puntos de venta menos probables (como las tiendas de comestibles).
La revista publicó 25 números, más uno anual (el Fearbook de 1967); el número final se publicó en 1975. Beck no canceló su revista debido a las bajas ventas, sino para dedicar su energía a escribir libros. Durante su carrera principal, Castle of Frankenstein superó a la mayoría de las revistas de monstruos que llenaron el mercado durante dos décadas, con la notable excepción de Famous Monsters of Filmland.
En 1999, el editor Dennis Druktenis revivió tanto Castle of Frankenstein (lanzando 10 números más) como el título original Journal of Frankenstein (lanzando cinco números más).

## Colaboradores
Además de las reseñas de libros de Charles Collins y Lin Carter, los colaboradores incluyeron a Barry Brown, Richard A. Lupoff y William K. Everson.
Inspirado por los ratings y reseñas de películas en Cahiers du Cinéma, Stewart introdujo un sistema similar con el "Comic Book Council", la primera cobertura crítica de cómics que aparece en una revista nacional. Los comentarios y calificaciones de los cómics clandestinos yuxtaposed con reseñas de los cómics convencionales. Otra característica clave fue la "Guía de películas de Frankenstein", un intento de documentar todas las películas fantásticas vistas en televisión con "mini críticas" escritas por Joe Dante y Stewart. A diferencia de algunos comentaristas de género, estos críticos no se limitaron solo a películas de estilo monstruoso. En cambio, las muchas reseñas breves y escritas de películas de fantasía también cubrieron películas de arte experimental y extranjero. El formato de revisión de cápsulas impuso una brevedad y economía que inspiró a muchos escritores más jóvenes.
Con arte nuevo y reimpresiones de arte de fantasía vintage, la revista publicó artistas como Aubrey Beardsley, Hannes Bok, Harry Clarke, Virgil Finlay, Jim Steranko, Wally Wood y el ilustrador de Weird Tales Matt Fox. Para reducir costos, se utilizaron fotografías en color en lugar de pinturas en las portadas de los números seis al 14. Con la foto de portada de Leonard Nimoy en el número 11, Castle of Frankenstein fue la primera revista en presentar Star Trek como una historia de portada importante. Otros números exhibieron pinturas de portada de Robert Adragna, Marcus Boas, Bok, Frank Brunner, Maelo Cintron, Larry Ivie, Russ Jones, Ken Kelly, el pintor de Los Ángeles Tom Maher y Lee Wanagiel.
El arte interior incluyó historias gráficas de Ivie, Brunner, Bernie Wrightson y el equipo de Marv Wolfman y Len Wein, además de la primera página de cómics publicada por el artista, escritor y editor de Marvel, Larry Hama. Castle of Frankenstein también llevó una tira cómica original inusual, Baron von Bungle de Richard Bojarski, que le dio un giro humorístico al mundo representado en las películas de terror de Universal.

## Libros
Beck, con la ayuda editorial del estudioso de la ficción fantástica Haywood P. Norton, reunió la antología de bolsillo, The Frankenstein Reader (Ballantine Books, 1962). Los dos reunieron una lista de cuentos antiguos de fantasía de terror de EF Benson, Ambrose Bierce, Robert W. Chambers, Ralph Adams Cram, Charles Dickens, Amelia B. Edwards, Katharine Fullerton Gerould, Richard Middleton, Sir Arthur Quiller-Couch, Robert Louis Stevenson y HG Wells.
En Heroes of the Horrors (Macmillan, 1975), Beck escribió biografías ilustradas de seis importantes estrellas del cine de terror (Lon Chaney, Sr., Lon Chaney, Jr., Boris Karloff, Peter Lorre, Bela Lugosi, Vincent Price) y escritores como Robert Bloch y Richard Matheson. El libro reelaboró información previamente desenterrada para los artículos del Castillo de Frankenstein.
Bhob Stewart y Beck colaboraron luego en un volumen complementario, Scream Queens: Heroines of the Horrors (Macmillan, 1978), que ilustraba perfiles biográficos de 29 actrices y directores de cine fantástico. El libro incluía un artículo del actor Barry Brown, además de una investigación de Drew Simels, autor de las entradas de películas para televisión en las primeras ediciones de la serie Movie Guide de Leonard Maltin. Con artículos sobre Alice Guy-Blaché, Joan Crawford, Bette Davis, Veronica Lake, Elsa Lanchester, Agnes Moorehead, Mary Philbin, Barbara Steele, Vampira, Fay Wray y otros, Scream Queens también incorporó material de los archivos de manuscritos del Castillo de Frankenstein y fotografías fijas.
El cuarto libro de Beck, Sense of Wonder, sobre películas fantásticas de la década de 1940, nunca se publicó.